# Rex Linn
Rex Maynard Linn (Spearman, 13 november 1956) is een Amerikaans acteur.
Hij werd vooral bekend door de televisieserie CSI: Miami, waarin hij Frank Tripp speelt. Eerder speelde hij al in talloze films. Voordat hij acteur werd was hij onderdirecteur van een bank in Oklahoma. Eind jaren tachtig verhuisde hij naar Los Angeles waar hij acteur werd. Sinds 2016 speelt hij de rol van Kevin Wachtell in de succesvolle televisieserie Better Call Saul. In 1993 speelde hij de rol van de corrupte FBI-agent Travers in de film Cliffhanger.